# Louis Halphen
Louis Sigismond Isaac Halphen [lwi alˈfɛn] (* 4. Februar 1880 in Paris; † 7. Oktober 1950 ebenda) war ein französischer Historiker. Er war 1910 Professor in Bordeaux und 1928 bis 1950 an der Sorbonne. Seine Werke, die vom Thema Mittelalter handelten und maßgeblich waren, waren unter anderem Les Barbares (1926) und Charlemagne et l’Empire carolingien (1949). Außerdem war er Herausgeber von Peuples et Civilisations, Les Classiques de l’Histoire de France au Moyen Âge und anderen Schriftenreihen. 1935 wurde er zum Mitglied der Académie des Inscriptions et Belles-Lettres gewählt.